# Culture de l'Île-de-France
Comme la région Île-de-France inclut la ville de Paris, elle est très riche sur le plan culturel, en raison de la forte centralisation française.

## Patrimoine

### Architecture
L'Île-de-France est le berceau de l'architecture gothique dont les joyaux sont la cathédrale Notre-Dame de Paris, la basilique de Saint-Denis, le château de Vincennes, la Conciergerie et la Sainte-Chapelle.
On peut y voir aussi l'arc de triomphe de l'Étoile à Paris et le château de Versailles.

## Culture urbaine (en cours)
Débarqué des États-Unis en 1980, le mouvement hip-hop s'est  vite imposé en France, notamment dans les banlieues d'Île-de-France. La culture Hip-Hop comprend plusieurs disciplines : 
- le rap[1] : forme d'expression vocale, dans laquelle on rappe  des couplets et des refrains accompagnés par une bande musicale ou a cappella ;
- le beatboxing :  (ou boite à rythme) forme d'expression qui consiste à faire de la musique en imitant des instruments uniquement avec sa bouche et aussi en chantant ;
- le turntablism (ou djing) art de créer de la musique avec des platines à vinyles et des disques vinyles ;
- le breakdancing.

Les jeunes de banlieues s'emparent de cette  forme  d'expression leur permettant d'infiltrer l'espace public.
Le tag (graffiti) est devenu un art des cultures urbaines. Dans les différents quartiers de Paris et de la banlieue, se développe dans les centres culturels, les maisons de jeunes et les écoles de cirque, la pratique des arts urbains émergents croisés avec les arts du cirque. Naissent avec ce nouveau courant artistique des festivals comme celui de Bagneux(92) appelé HipCirqHop, mêlant les arts du cirque, le hip hop, le graff, le free-style...

## Culture rurale

L'Ile de France au XIXe siècle par Armand Guillaumin
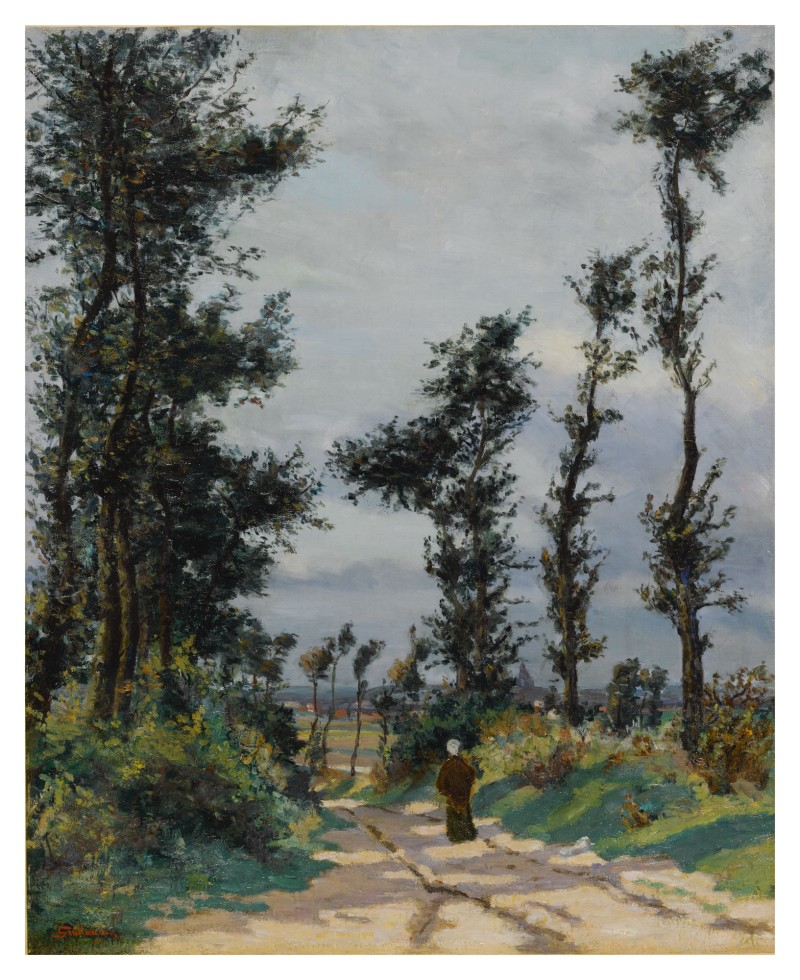
<centaerPaysage d'Ile de France, 1871 Collection privée, Vente 2020
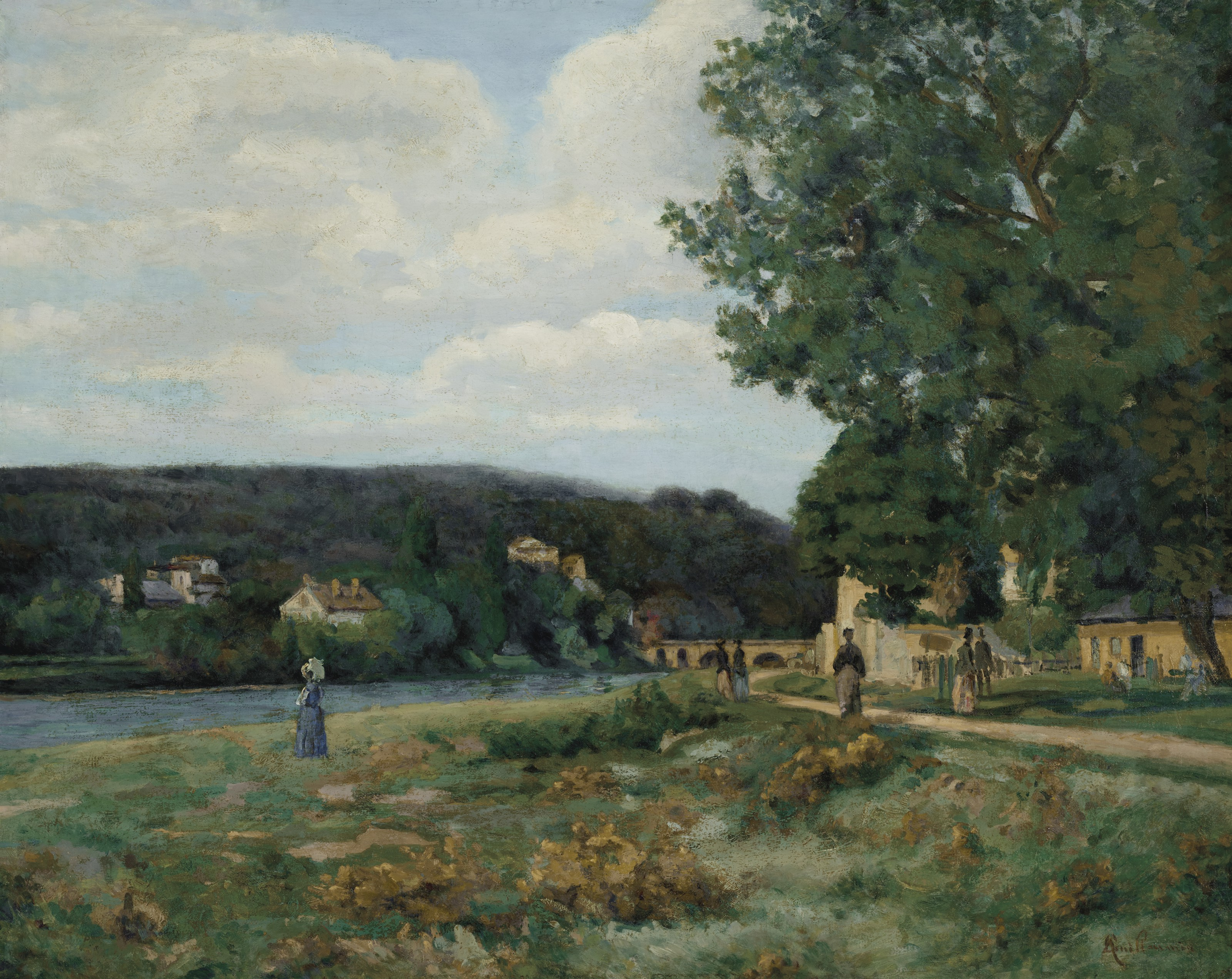
Paysage de l’Ile-de-France, vers 1875 vers Collection privée, Vente 2021
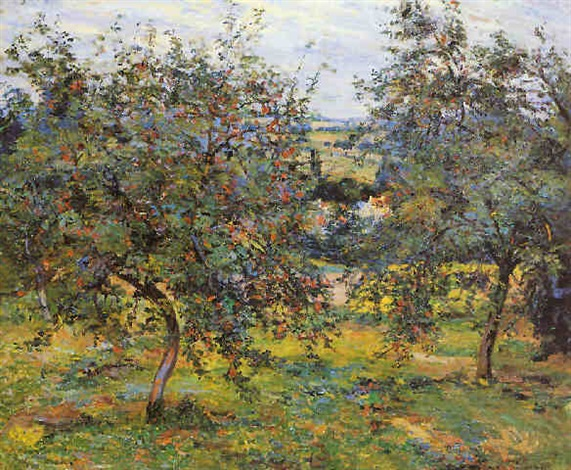
Vergers en Ile-de-France, 1878 Collection privée
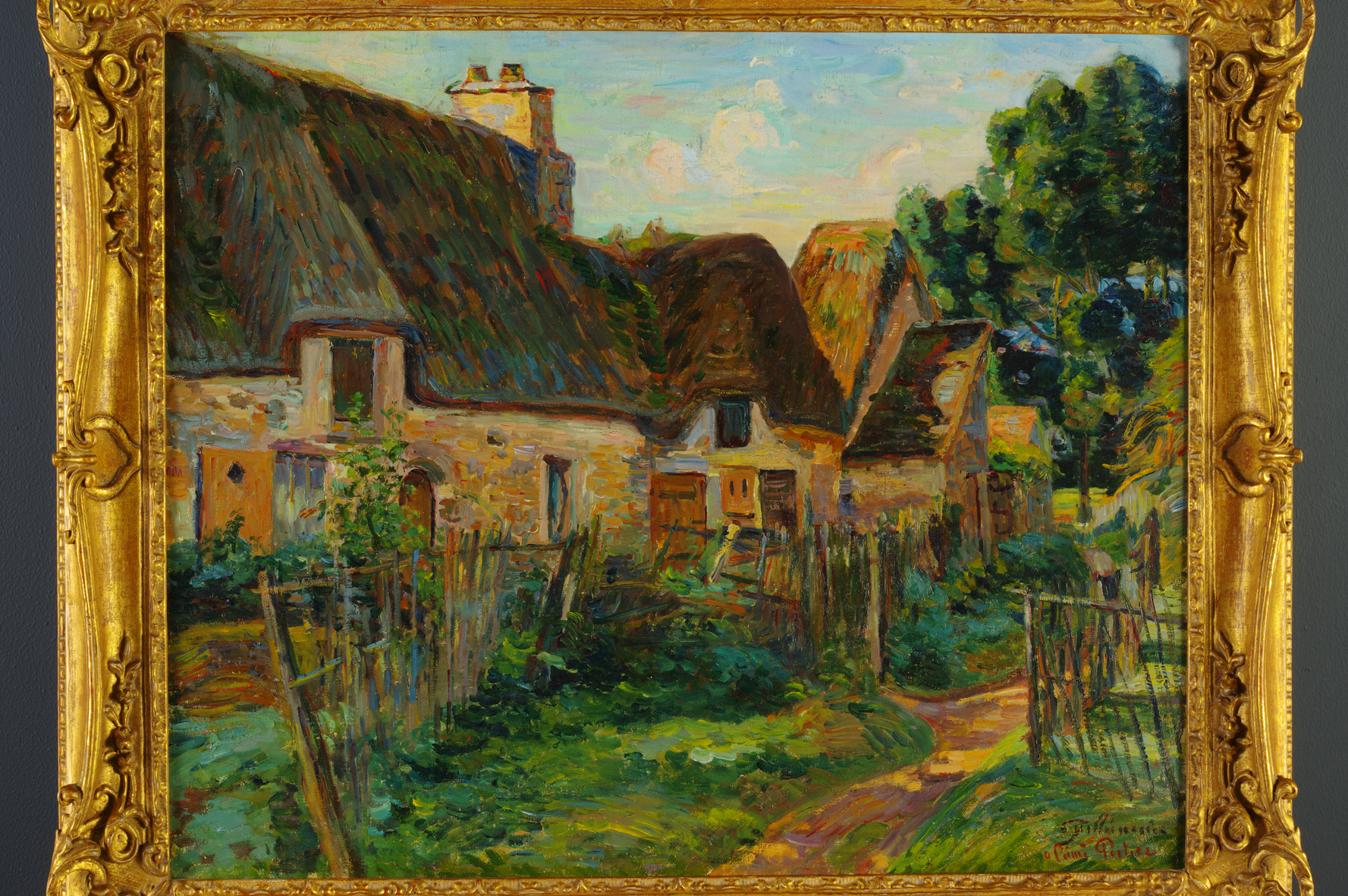
Village en Île-de-France, 1888 musée Soumaya, Mexico
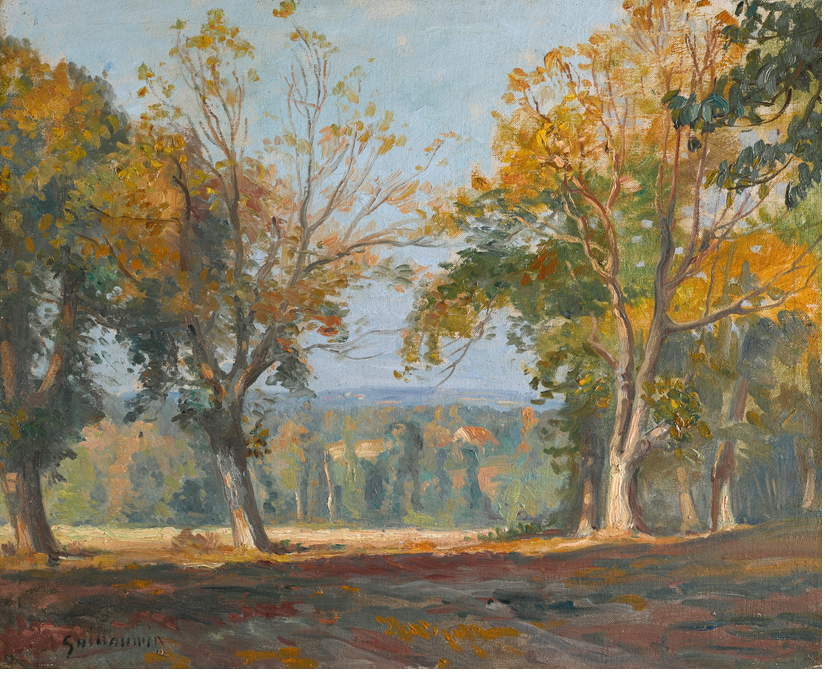
Paysage d’Île-de-France, 1890 août Collection privée, Vente 2016
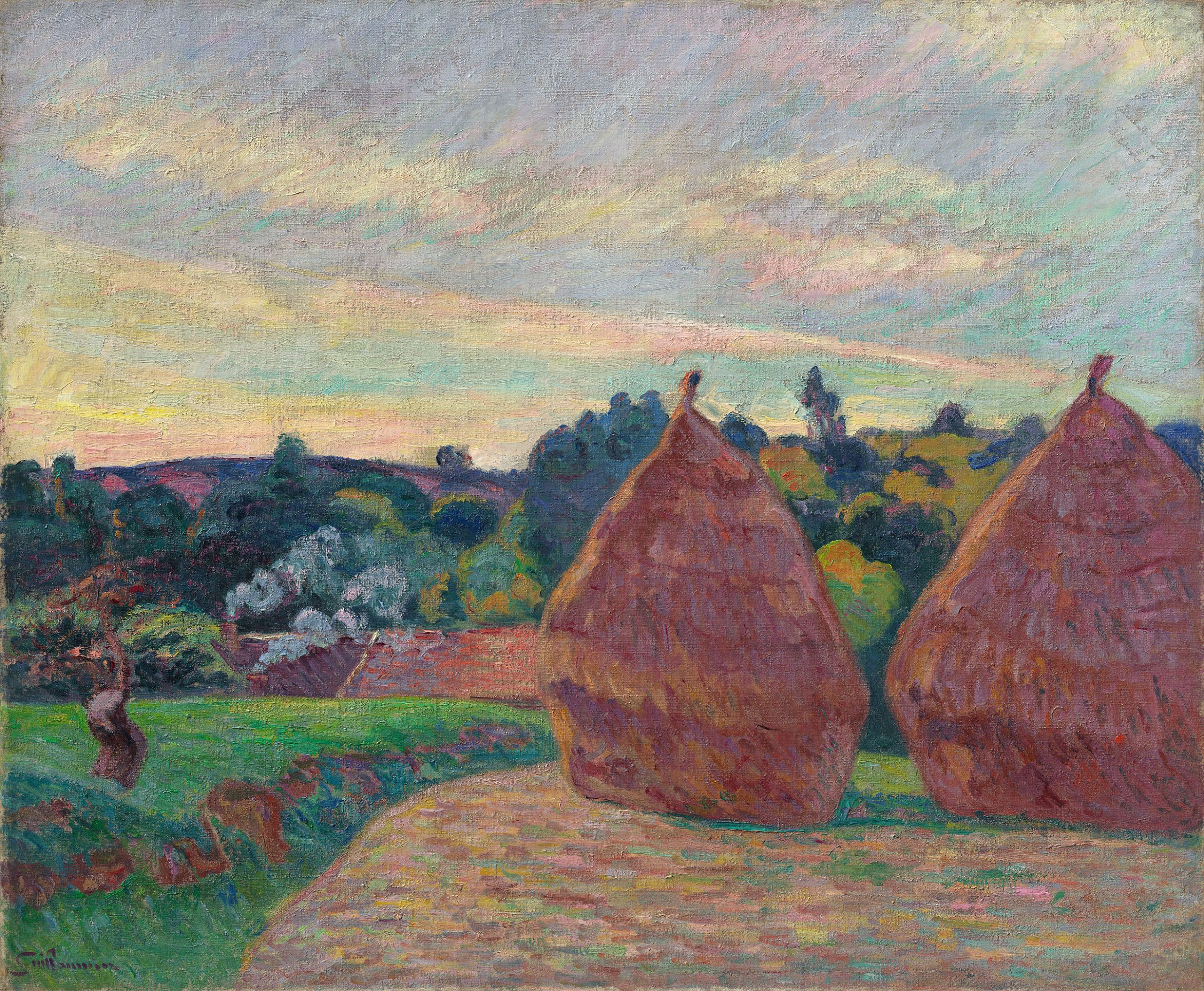
Meules de foin en Ile de France, vers 1894 Musée Barberini, Potsdam

L'Île-de-France, dans sa partie la plus périphérique, a été jusqu’à l'époque  de la création des villes nouvelles un ensemble très rural constitué de terres très fertiles. Aujourd'hui, près de 80 % de la surface régionale est toujours constituée de cultures et de forêts.
Chacune des petites régions qui entourent la capitale conserve, malgré l'expansion de l'agglomération parisienne, une vocation rurale marquée et très souvent, un important patrimoine tant monumental (châteaux, églises classées...) que vernaculaire (lavoirs, croix de chemin, fermes fortifiées, quelques moulins...). Depuis les années 1980, le classement de certains sites (Vexin français) puis la création de parcs naturels régionaux contribuent à préserver ce patrimoine.
Parmi les régions historiques qui entourent Paris on compte :
1. le Vexin français au nord-ouest, borné à l'est par Pontoise et la vallée de l'Oise, à l'ouest par l'Epte, au nord par le Thelle et au sud par la vallée de la Seine. Cette région est pour sa partie francilienne devenue le parc naturel régional du Vexin français ;
2. le Pays de France, au nord de Paris, dont la partie nord, très rurale, est maintenant préservée grâce au parc naturel régional Oise-Pays de France ;
3. le Multien et la Goële, au nord-est de Paris ;
4. la Brie à l'est ;
5. le Gâtinais français au sud-est, en partie préservé grâce au parc naturel régional du Gâtinais français ;
6. le Hurepoix au sud, pour partie intégré dans le parc naturel régional Haute Vallée de Chevreuse ;
7. le Mantois à l'ouest.

## Culture cosmopolite
(juillet 2024).
L'île-de-France  est une région cosmopolite, pour cause  38,2 % de la population immigrée soit 2,2 millions de personnes toutes  origines confondues ainsi que 17,1 % de la population non immigrée soit 10,2 millions de personnes constitue la population d' île de france. Des hommes et des femmes venus du monde entier  habitent  en île-de-France, ils apportent leurs pratiques, cultures, coutumes et histoires avec  eux. C'est pour cela que  l'île -de-France est une région aux aspect multiculturels.
Certaines associations, telles que l'association Île du Monde, tendent à promouvoir cette diversité culturelle avec des activités  culinaires, autour du bien-être,  l'apprentissage de différents  arts du spectacle ou encore l'artisanat. C'est au travers  de ce que l'Unesco définit  comme étant le patrimoine culturel  immatériel, que l'association valorise les multiples cultures présentes dans cette région. En accord avec la loi de 1901, Île du Monde qui a été fondée en Juin 2012 en partenariat  avec le ministère de la culture par  deux anthropologues, deux médiateurs culturel ainsi qu'un sociologue, a pour de créer une visibilité  et instaurer une transmission des savoirs des diasporas en île de France.
On peut ainsi découvrir les cultures, algérienne, tamoul, indienne, kabyle, kurde, malienne, marocaine, tunisienne, sénégalaise, congolaise, ivoirienne, sri lankaise, chinoise, vietnamienne ou encore roumaine, italienne, espagnole, portugaise, grecque, turque, arménienne...etc.

## Quelques équipements culturels

### Musées principaux[3]
- Le musée du Louvre de Paris
- Le musée d'Orsay de Paris
- Le musée des Arts décoratifs de Paris
- Le musée de l'Orangerie de Paris
- Le musée de la Chasse et de la Nature de Paris
- Le musée Picasso de Paris
- Le musée Cognacq-Jay de Paris
- Le musée Carnavalet-Histoire de Paris
- Le musée d'Art et d'Histoire du judaïsme de Paris
- Le musée des Arts et Métiers de Paris
- Le musée national d'Art moderne de Paris
- Le musée national du Moyen-Âge et des Thermes de Cluny de Paris
- Le muséum national d'Histoire naturelle de Paris
- Le musée du Quai-Branly-Jacques-Chirac de Paris
- Le musée Rodin de Paris
- Le musée des Beaux-Arts de la Ville de Paris-Petit Palais
- Le Palais de la Découverte de Paris
- Le musée Jacquemart-André de Paris
- Le musée Nissim-de-Camondo de Paris
- La Cité de l'architecture et du patrimoine de Paris
- Le musée national des Arts asiatiques-Guimet de Paris
- Le musée d'Art moderne de la Ville de Paris
- Le musée Marmottan-Monet de Paris
- Le musée national de la Marine de Paris
- Le musée de l'Armée de Paris
- La Cité des Sciences et de l'Industrie de Paris
- Le Musée napoléonien
- Le Musée départemental Maurice-Denis « Le Prieuré »
- La Maison d'Art Pluralium
- Le musée d'Archéologie nationale de Saint-Germain-en-Laye
- Le musée national de la Renaissance du château d'Ecouen
- Le musée national du château de Malmaison
- Le musée de la Grande Guerre du Pays de Meaux
- Le musée de l'Air et de l'Espace du Bourget
- Le MAC/VAL de Vitry-sur-Seine
- La Cité de la Céramique de Sèvres

### Salles et lieux de spectacle principaux
- Accorhôtels Arena Bercy à Paris
- Paris La Défense Arena à Nanterre
- Stade de France à Saint-Denis
- Le Parc des Princes à Paris
- Théâtre de Saint Quentin-en-Yvelines
- Théâtre de Gennevilliers
- Théâtre de Nanterre-Amandiers
- MC 93 à Bobigny
- Théâtre Gérard-Philippe à Saint-Denis
- Théâtre de la Commune à Aubervilliers
- Nouveau Théâtre de Montreuil
- Le Grand Dôme à Villebon-sur-Yvette
- Le Zénith Paris - La Villette à Paris
- L'Auditorium de Radio France à Paris
- La Seine musicale à Boulogne-Billancourt
- Le Dôme - Palais des Sports à Paris
- Le Palais des Congrès à Paris
- Les Folies Bergère à Paris
- Théâtre du Châtelet à Paris
- Théâtre de la Ville à Paris
- Théâtre Mogador à Paris
- Le Bataclan à Paris
- Le Cirque d'Hiver-Bouglione à Paris
- L'Opéra National Garnier à Paris
- L'Opéra National Bastille à Paris
- Le Théâtre National de l'Opéra Comique à Paris
- L'Opéra de Massy
- L'Espace Pierre-Bachelet-La Cartonnerie à Dammarie-les-Lys
- Chapparal  Theater à Chessy
- Les Arènes de l'Agora à Evry
- Le Grand Rex à Paris
- La Géode à Paris
- Salle Pleyel à Paris
- Salle Gaveau à Paris
- La Philharmonie de Paris
- Le Casino de Paris
- Le Lido de Paris
- L'Olympia à Paris
- La Maison de la Mutualité à Paris
- La Cigale à Paris
- L'Elysée Montmartre à Paris
- Le Trianon à Paris
- Paris Expo Porte de Versailles à Paris
- Le Grand Palais à Paris
- La Merise à Trappes
- Disney Village à Chessy
- La Salle du CEC à Yerres
- L'Académie Fratellini à La Plaine-Saint-Denis
- Le Théâtre équestre Zingaro à Aubervilliers
- Le Champ de Mars à Paris
- Le Bois de Boulogne à Paris
- Le Parc de la Villette à Paris
- La Grande Halle de La  Villette à Paris
- L'Hippodrome de Longchamp à Paris
- Le Parc floral du Bois de Vincennes à Paris
- La Pelouse de Reuilly dans le Bois de Vincennes à Paris
- Le Parc de Saint-Cloud
- Le Parc de Sceaux
- Le Parc départemental de La Courneuve
- L'Île aux Loisirs de Vaires-Torcy
- La Comédie-Française, à Paris

## Événements culturels

### Fêtes traditionnelles
- Fête des Loges (Saint-Germain-en-Laye)